# 雅各·布萊斯
雅各·布萊斯（英語：Jacob Blyth；1992年8月14日—）是一位英格蘭足球運動員，在場上司職前鋒。他現在效力於英超球隊萊斯特城。

## 外部連結
- 足球数据库：雅各·布萊斯的球员统计数据